# Ulverston
Ulverston es una ciudad y un parroquia civil del distrito de South Lakeland, en el condado de Cumbria (Inglaterra). Se encuentra a 78,3 km de Carlisle. Su población de acuerdo al censo del 2001 es de 11.210 habitantes. Según el censo de 2011, Ulverston parroquia civil tenía 11.678 habitantes.
Ciudad natal del actor Stan Laurel. 